# Gymnosoma
Gymnosoma är ett släkte av tvåvingar (Diptera), ingående i familjen parasitflugor (Tachinidae). Enligt Catalogue of Life har släktet 36 accepterade arter.